# 切斯瓦夫·姆沃特-菲亚乌科夫斯基

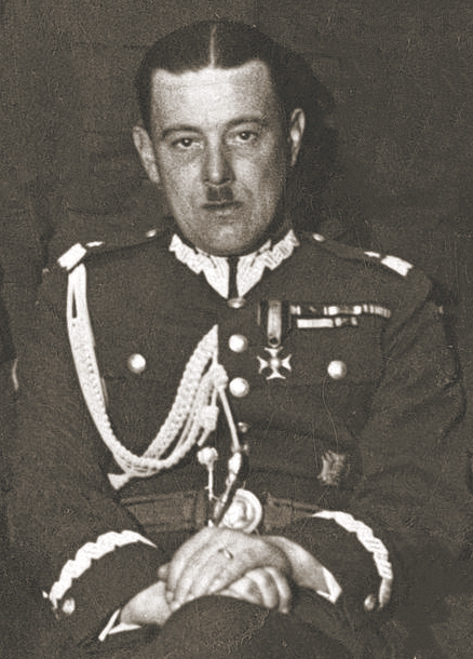
切斯瓦夫·姆沃特-菲亚乌科夫斯基

切斯瓦夫·姆沃特-菲亚乌科夫斯基（波蘭語：Czesław Młot-Fijałkowski，1892年–1944年），波兰军官，衔至准将。
1892年4月14日，切斯瓦夫·菲亚乌科夫斯基在奥卡莱沃（现位于雷平县，时属俄罗斯帝国）出生。1912年，他从斯凯梅维采的一所中等专业学校毕业，离开波兰会议王国，来到列日，就读列日大学。他加入当地的波兰步枪小队组织，成为该组织比利时分支的首领。第一次世界大战爆发后，他回到波兰，在1914年8月加入波兰军团。他投身前线，先在军团第5步兵团指挥一个排，后来指挥一个连，最终指挥一个营。那时他获得昵称“姆沃特”（Młot，波兰语中意为“铁锤”），这个昵称后来成为他的姓的一部分。1917年宣誓危机后，他被囚禁在贝尼亚米努夫，但在1918年5月被释放，并被获准加入波兰军，同时与波兰军事组织秘密合作。
早在1918年11月姆沃特-菲亚乌科夫斯基便以上尉衔加入重建的波兰陆军，参与保卫切申西里西亚以抵御捷克斯洛伐克的入侵，后来参与波乌战争。在被证实为少校后，他在1920年晋升为中校。菲亚乌科夫斯基在波苏战争中担当参谋职务，为期几乎一年。1920年代末他成为驻扎在普乌图斯克的第13步兵团指挥官，随后晋升为上校。作为和平年代富有经验的指挥官，他先后在波兰第26步兵师（副指挥官；1926年-1928年）和波兰第7步兵师（1928年-1929年）担当指挥职务。1930年，他再次晋升为准将，并被委派到驻扎在沃姆扎的波兰第18步兵师，直到战间期结束前，他一直指挥此师。
1939年，在动员准备与德国的战争时，姆沃特-菲亚乌科夫斯基被任命为新成立的纳雷夫集团军指挥官，负责保卫波兰在纳雷夫河一线的边界及其与立陶宛在别布扎河一线的边界。姆沃特-菲亚乌科夫斯基麾下有两个骑兵旅和2个步兵师（第11师与第33师），他命令他的手下侦测敌军并侦查敌方领土。因此他的部队成为波兰保卫战中唯一进入德国领土的波兰军队。然而，1939年9月7日，驻扎在纳雷夫集团军以西的莫德林集团军被迫不断向南撤退，而姆沃特-菲亚乌科夫斯基也受到同样命令。但是，那时古德里安军团成功击败波兰第18步兵师，并对波军形成侧翼包抄之势，波军只能进行突破，而这样做双方都会受到非常大的损失。在这种情况下，只有骑兵旅幸存下来，并从那时起转由齐格蒙特·波德霍尔斯基将军指挥，而姆沃特-菲亚乌科夫斯基成为前者幕僚的一员。
9月20日，姆沃特-菲亚乌科夫斯基与波德霍尔斯基的混编军一同抵达比亚沃维扎，而新编骑兵师“扎扎”也在那里形成。它立即向南急行军，以与其他在卢布林和托马舒夫卢贝尔斯基的波军会合。9月29日，这支军队最终抵达维普日河地带，并在那里成为弗兰齐谢克·克里伯格将军指挥的波利西亚独立集团军一员。切斯瓦夫·姆沃特-菲亚乌科夫斯基和这支部队参与科茨克战役，而这也是波兰战役最后一次大会战。
姆沃特-菲亚乌科夫斯基被德军俘虏，随后辗转于各个德国战俘营度过第二次世界大战，其中包括柯尼格斯泰因IV-B战俘营和穆尔瑙VII-A战俘营，1944年4月17日，菲亚乌科夫斯基在穆尔瑙战俘营去世。

## 荣誉勋章
- 银十字英勇作战勋章
- 指挥官十字波兰光复勋章，先前被授予军官十字勋章
- 独立十字勋章
- 英勇十字勋章——四次
- 金十字荣誉十字勋章